# Dostpur
Dostpur is een nagar panchayat (plaats) in het district Sultanpur van de Indiase staat Uttar Pradesh. 

## Demografie
Volgens de Indiase volkstelling van 2001 wonen er 11.877 mensen in Dostpur, waarvan 53% mannelijk en 47% vrouwelijk is. De plaats heeft een alfabetiseringsgraad van 57%. 